# Arcidiecéze Cumaná
Arcidiecéze Cumaná (latinsky Archidioecesis Cumanensis) je metropolitní arcibiskupství římskokatolické církve se sídlem ve venezuelském městě Cumaná. Její teritorium pokrývá část venezuelského státu Sucre. Jeho katedrálním kostelem je kostel Nejsv. Srdce Ježíšova. 

## Církevní provincie
Arcidiecéze Cumaná je sídlem církevní provincie vzniklé v roce 1992. Provincie je tvořena následujícími diecézemi:
- Arcidiecéze Cumaná se sufragánními diecézemi:
  - Diecéze Barcelona
  - Diecéze Carúpano
  - Diecéze El Tigre
  - Diecéze Margarita

## Stručná historie
Diecézi zřídil v roce 1922 papež Pius XI., vyčleněním z teritoria diecéze Santo Tomás de Guayana. Původněbyla sufragánní vůči arcidiecézi Caracas, od r. 1958 vůči arcidiecézi Ciudad Bolívar. Až v roce 1992 byla povýšena na metropolitní arcibiskupství.